# Karel Havlíček Borovský
Karel Havlíček Borovský (ur. 31 października 1821 w Borovej, zm. 29 lipca 1856 w Pradze) – czeski dziennikarz, satyryk, polityk i tłumacz.

## Życiorys
Urodził się jako Karel Havlíček w rodzinie kupieckiej w miejscowości Borová. Parę lat później rodzina przeniosła się do Niemieckiego Brodu.
Ukończył miejscowe gimnazjum (1832–1838) i dwa lata filozofii w Pradze. Następnie studiował teologię, ale z seminarium go usunięto. Jego próba uzyskania posady nauczyciela zakończyła się niepowodzeniem.
Potem podróżował (Galicja, Słowacja). W latach 1843–1844 był wychowawcą w Rosji. Dzięki czemu zapoznał się z literaturą i kulturą rosyjską. Tamtejszą sytuację społeczną i polityczną bardzo krytykował a swoich doświadczeń użył przy pisaniu epigramów „Obrazy z Rosji”.
W 1845 r. zwrócił na siebie uwagę krytyką jałowych przemówień patriotycznych (krytyka dzieła Josefa Kajetána Tyla Poslední Čech).
Od stycznia 1846 r. kierował „Pražskimi novinami” (Pražské noviny, z dodatkiem beletrystycznym „Česká včela”). Publikował tam artykuły krytyczne wobec popularnego w Czechach romantycznego panslawizmu (Slovan a Čech, Co jest obec?).
W czasie rewolucji w 1848 r. był członkiem Komitetu Narodowego (cz. Národní výbor) i krótko austriackiej konstytuanty. Od wiosny 1848 r. wydawał własną gazetę „Národní noviny”, a po jej wstrzymaniu czasopismo „Slovan” (1850–1851). Wydał zbiory artykułów Duch Národních novin i Epištoly kutnohorské.
W latach 1851–1855 był internowany w miasteczku Brixen w południowym Tyrolu (dziś Bressanone w granicach Włoch). Napisał tam kompozycje satyryczne Tyrolské elegie (o swym pobycie w Brixen), Král Lávra – Król Lavra (ironia na temat absolutyzmu i próżności majestatu panujących) i Křest svatého Vladimíra – Chrzest świętego Włodzimierza (satyra na moc absolutystyczną i praktyki Kościoła rzymskokatolickiego). Przetłumaczył także powieść Nikołaja Gogola Martwe dusze i w ten sposób wprowadził tego pisarza w świadomość narodu czeskiego.
Ze względu na ciężką chorobę żony – która zmarła przed jego powrotem – i opiekę nad córką, został zwolniony z Brixen. Zrezygnował z działalności publicznej i żył pod nadzorem policji. Zmarł w wieku 35 lat na gruźlicę.

## Upamiętnienie
W Chicago czescy emigranci wystawili mu w 1910 roku pomnik w Douglas Park. Pomnik został przeniesiony w r. 1981 na bardziej eksponowane miejsce nad jezioro Michigan w sąsiedztwo pomników Kościuszki i Kopernika na ulicy „Solidarity Drive”, czyli Ulicy Solidarności.

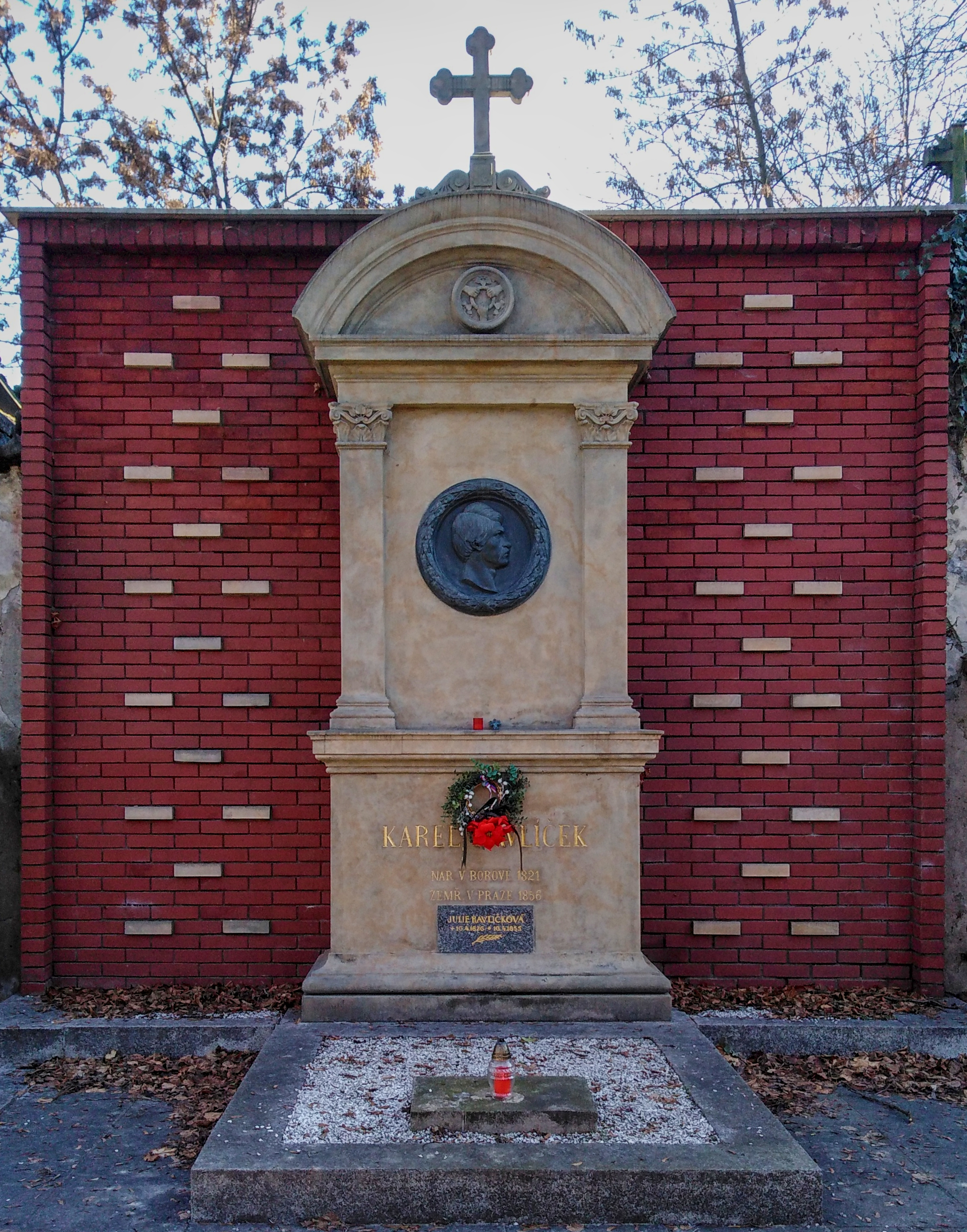
Grób na Cmentarzu Olszańskim w Pradze
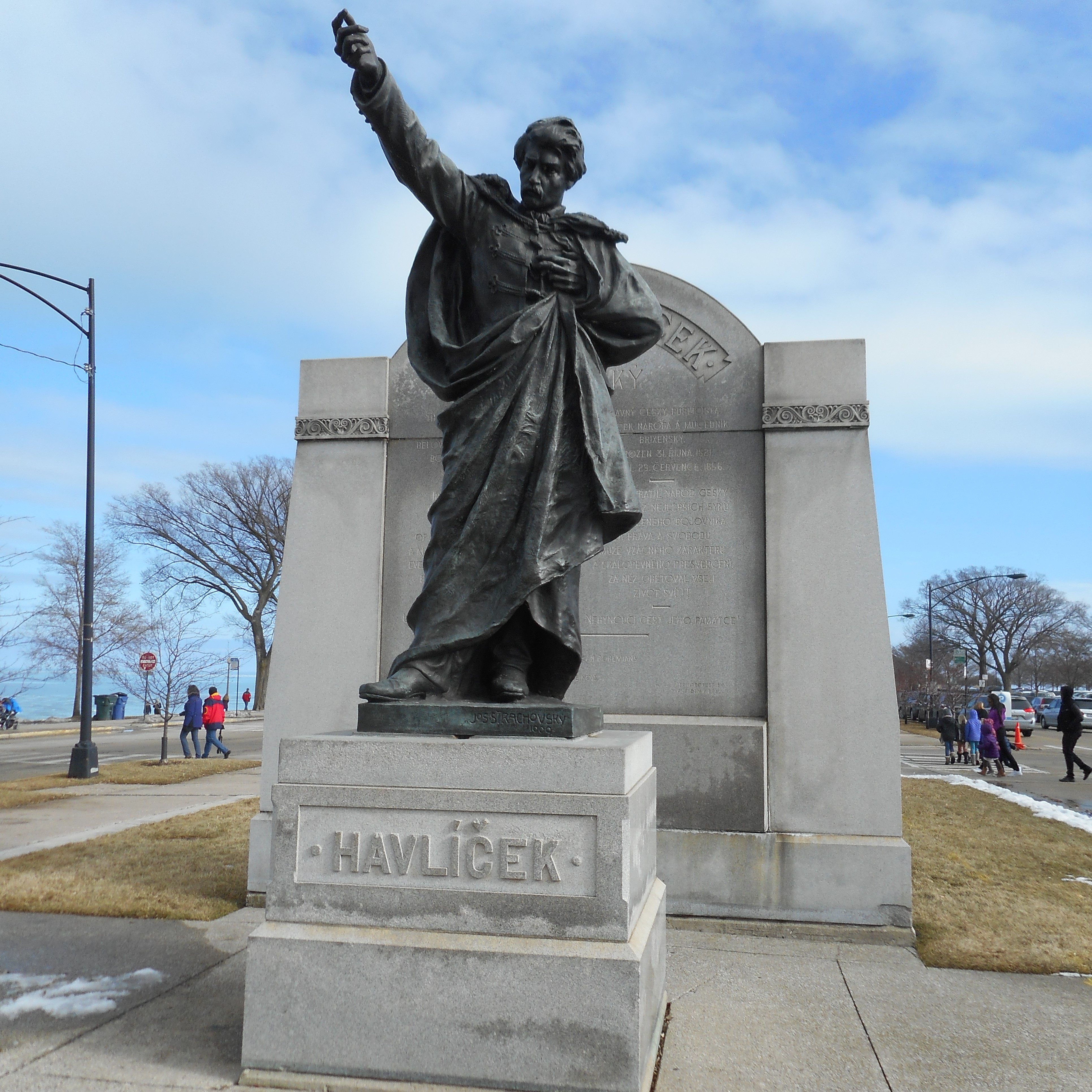
Pomnik wzniesiony w Chicago
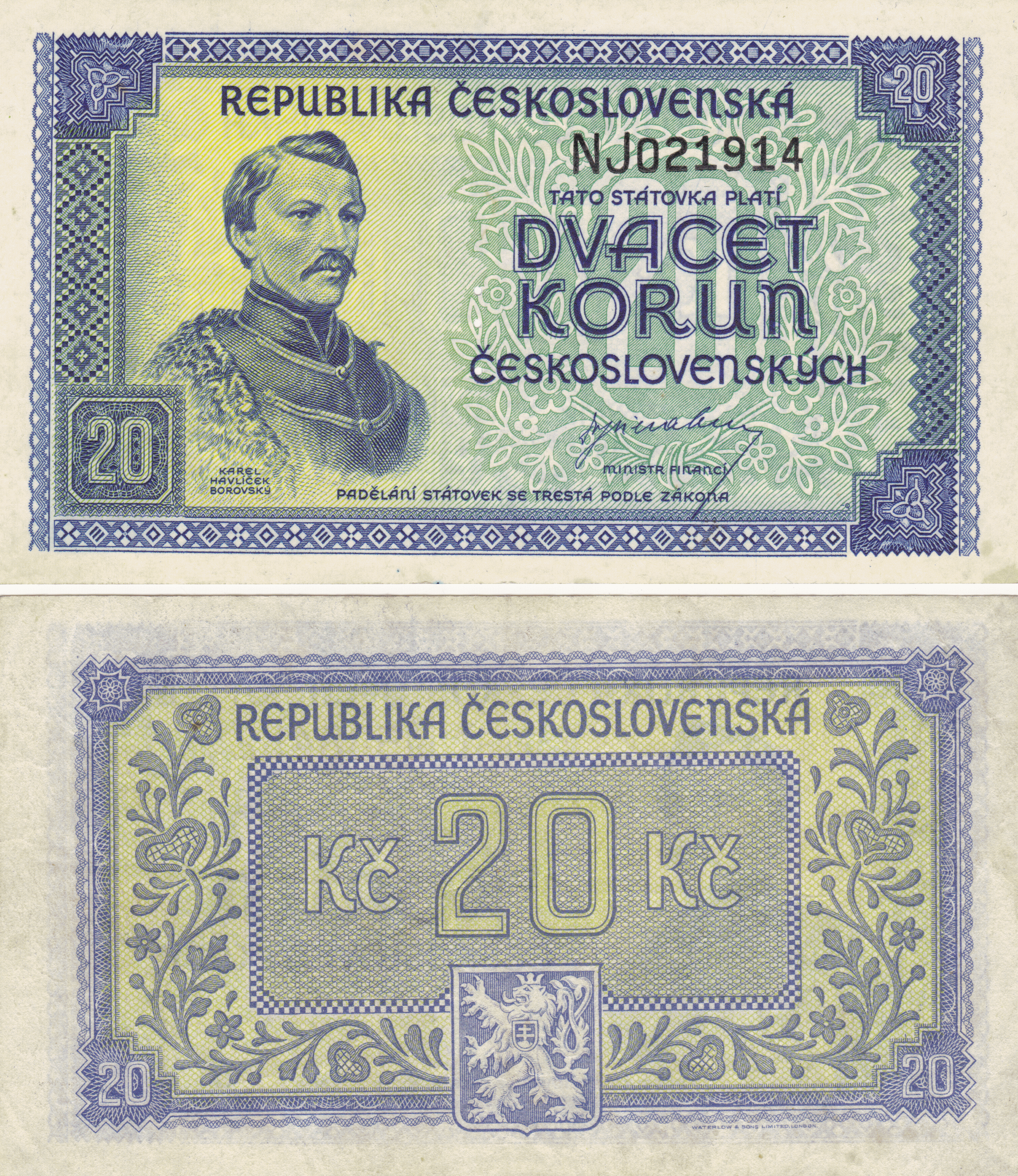
Emigracyjny banknot 20-koronowy z 1942 roku z przedstawieniem Havlíčka
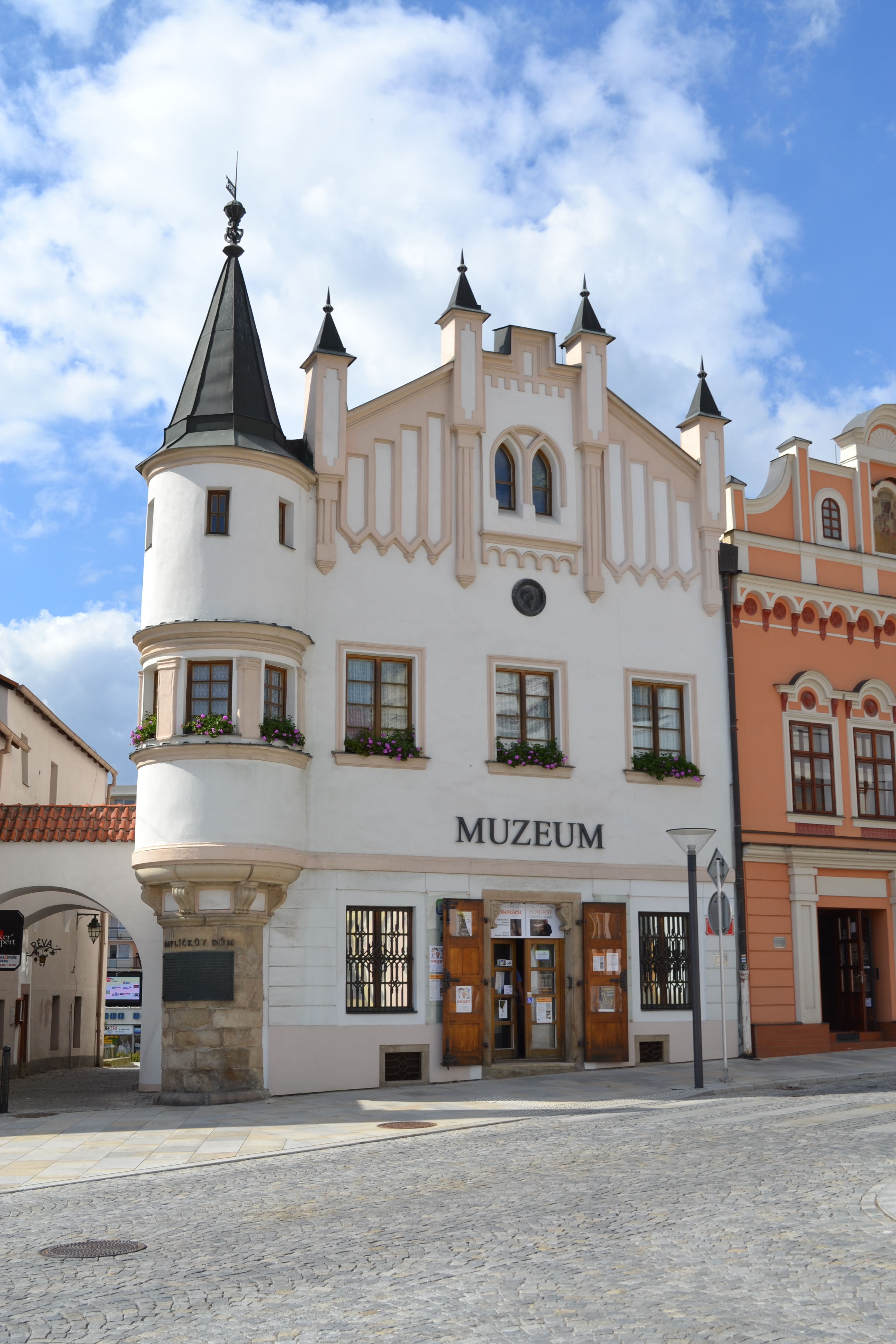
Muzeum w domu Havlíčków w dawnym Niemieckim Brodzie

W 1945 r. dotychczasowe miasto Nemecký Brod przemianowano na jego cześć na Havlíčkův Brod. Wieś, w której się urodził, nosi dziś nazwę Havlíčkova Borová.